# Lubelska Wytwórnia Samolotów

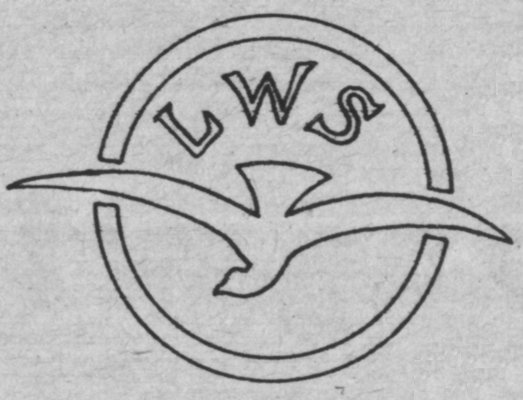
Logo Lubelskiej Wytwórni Samolotów

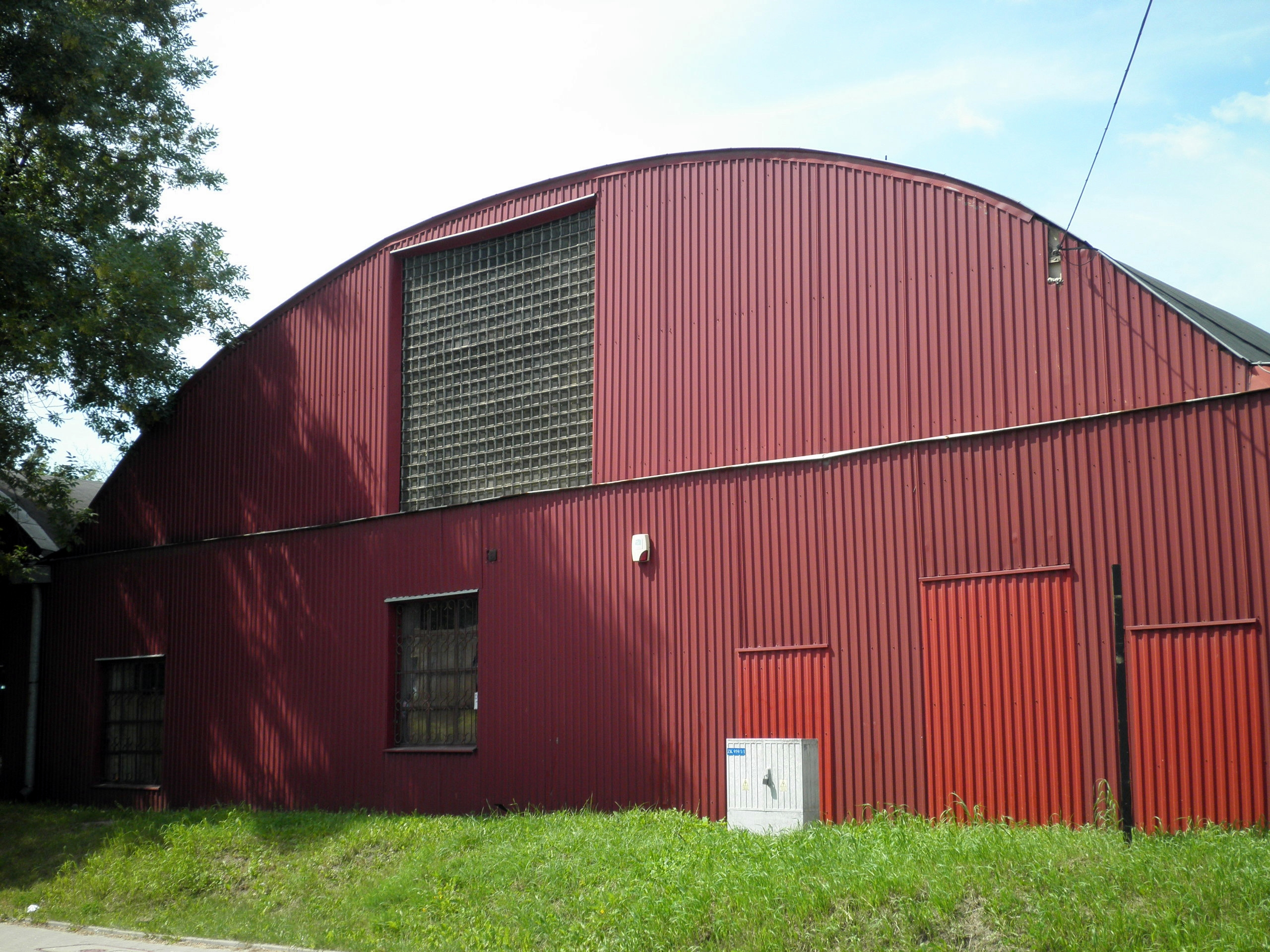
Pozostałości zabudowań wytwórni – hangar przy ul. Wrońskiej (stan z 2011 roku)

Lubelska Wytwórnia Samolotów (LWS) – polska wytwórnia lotnicza.
LWS powstała w 1936 roku w miejsce najstarszych w Polsce zakładów lotniczych Plage i Laśkiewicz, które ogłosiły upadłość.
Samoloty projektowane i produkowane przez zakłady LWS:
- LWS-1
- LWS-2
- LWS-3 Mewa
- LWS-4 (lekki myśliwiec)
- LWS-5
- LWS-6 Żubr
- LWS-7 Mewa II(inne języki)
- Lublin R.XIII
- RWD-14 (LWS Czapla)
- PZL.39 prototyp lekkiego myśliwca